# Йебда, Хассан
Хасса́н Йебда́ (фр. Hassan Yebda, араб. حسان يبدة‎; род. 14 мая 1984, Сен-Морис, Иль-де-Франс) — алжирский и французский футболист, полузащитник. Выступал в сборной Алжира.

## Карьера

### «Осер»
Хасса Йебда — сын выходцев из региона Кабиль на севере Алжира. Детство Йебды прошло в районе Альфорвиль, где он учился играть в футбол. В возрасте 14-ти лет он приходит в школу подготовки клуба «Осер». С 17 лет он переведён в первую команду клуба, однако в основном составе Хассан так и не дебютировал, играя за дублирующий состав в любительской лиге Франции, и был отдан, в январе 2006 года, в аренду в «Лаваль». 28 января 2007 года президент «Осера», Жан-Клод Амель, сообщил, что клуб, по обоюдному согласию, разрывает с Йебдой контракт.

### «Ле-Ман»
После разрыва соглашения, Йебда заключил договор на 1,5 года с клубом «Ле-Ман». 17 февраля 2007 года он дебютировал в составе «Ле-Мана» в матче с «Сошо», в котором его клуб проиграл 0:2. После этого, Йебда на некоторое время был переведён в дубль команды. Лишь к середине следующего сезона Хассан вновь стал призываться к тернировкам с основой «Ле-Мана». После матча Кубка Франции с «Лионом», Йебда стал твёрдым игроком основного состава команды.

### «Бенфика»
29 мая 2008 года, в статусе свободного агента, Йебда подписал контракт с «Бенфикой», сроком на 4 года. В «Бенфике» Хассан имел твёрдое место в основном составе. В сентябре он был выбран лучшим игроком месяца в чемпионате Португалии. В феврале 2009 года Йебда забил первый мяч за клуб, принеся команде ничью с «Порту» — 1:1. В июле трансфер Йебды предложил «Эвертон», но сделка не состоялась.
1 сентября 2009 года Йебда был арендован английским клубом «Портсмут». 3 октября того же года Хассан забил первый мяч за клуб, поразив ворота «Вулверхэмптон Уондерерс», этот мяч принёс его клубу первую победу в сезоне. С клубом Хассан дошёл до финала Кубка Англии, в котором его клуб проиграл «Челси». Всего в сезоне Йебда провёл за клуб 20 игр, из которых 15 в чемпионате страны. По окончании сезона алжирец вернулся в «Бенфику»; руководство «Портсмута» приняло решение создавать новый клуб, в интересы которого Йебда не входил.
27 августа 2010 года футболист перешёл в итальянский клуб «Наполи» на правах годичной аренды.

### «Гранада»
22 августа 2011 года покинул «Бенфику» и подписал трехлетний контракт с испанской «Гранадой». Спустя 5 дней, сыграл дебютный матч за испанский клуб в Ла Лиге, выйдя на замену в перерыве игры с «Бетисом». Из-за частых травм не смог закрепиться в основе «Гранады».
Зимой 2013/14 отдан в полугодичную аренду в итальянский «Удинезе».

## Международная карьера
Международную карьеру Йебда начал с молодёжных сборных Франции, где был одним из лидеров. С командой до 17 лет он выиграл в 2001 году юношеский чемпионат мира.
В 2009 году главный тренер сборной Алжира, Рабах Саадан, воспользовавшись пунктом ФИФА, разрешающим игрокам до 21 года, не заигранным за первую сборную, менять футбольное гражданство, предложил Йебде играть за эту национальную команду. 11 октября 2009 года Хассан дебютировал в составе сборной в матче отборочного турнира Кубка африканских наций с Руандой; в этом же матче также дебютировал франко-алжирец, Джамаль Абдун.
В 2010 году Йебда участвовал на Кубке африканских наций, где провёл все встречи своей команды, дошедшей до полуфинала. В том же году он провёл все три встречи своей сборной на чемпионате мира; на турнире Хассан получил две жёлтые карточки.
27 марта 2011 года в игре с Марокко ударом с пенальти забил свой первый гол за сборную.
В июне 2014 года включён тренером Вахидом Халилходжичем в состав сборной для участия в финальном турнире Чемпионата мира 2014. На турнире сыграл один матч, выйдя на замену в игре группового этапа против России.

## Достижения
- Чемпион мира (до 17 лет): 2001
- Обладатель Кубка лиги Португалии: 2008/09
- Обладатель Кубка Франции: 2004/05